# Здание Петроградского райкома КПСС
Здание Петроградского райкома КПСС — здание в стиле советского модернизма. Расположено в Петроградском районе Санкт-Петербурга, современный адрес дома — Большая Монетная улица, 17-19Г.
Петроградский комитет партии сначала располагался в особняке Кшесинской, с 1919 года — в усадьбе Константина Горчакова на Большой Монетной улице. Со временем райкому понадобилась большая репрезентативность, и тогда было решено, как и в случае с особняком Кшесинской, пристроить к старому зданию новое.
Здание построено в 1979—1981 годах Ж. Вержбицким, Л. Шимаковским, А. Столярчуком в заглублении улицы. Оно походит на соседние здания лишь мансардой и высотой. Арки здания высокие, доходят до мансарды. Функционально они создают вход-лоджию и связующую галерею второго этажа.
Дмитрий Хмельницкий видит в здании особенно заметную в сравнении с соседними домами «новую эклектику» с программной фальшью, называет его «коробкой … с навешенной художественностью». Сергей Шмаков считает, что аркада не связана с темой подобных аркаде окон соседних домов, а может быть символом входа, способом создания светотени, в целом самостоятельным украшением.